# Barrio El Cruce
Los Nogales es una localidad ubicada en el Departamento de Tafí Viejo, Provincia de Tucumán, Argentina. Se encuentra al este de la Ruta Nacional 9, en un cruce con un camino vecinal que se dirige al este hacia la zona de El Duraznito.

## Población
Cuenta con 620 habitantes (Indec, 2010), lo que representa un descenso del 27% frente a los 855 habitantes (Indec, 2001) del censo anterior.